# Halogenação eletrofílica
Em química orgânica, uma halogenação aromática eletrofílica é um tipo de substituição eletrofílica aromática. Esta reação orgânica é típica de compostos aromáticos e um método muito útil para adicionar substituintes a um sistema aromático.

Halogenação de benzeno onde X é o halogênio, catalyst representa o catalisador (se necessário) e HX representa a base rprotonada.

Uns poucos tipos de compostos aromáticos, tais como fenol, irão reagir sem um catalisador, mas para típicos derivados de benzeno com menos substratos reativos, um catalisador ácido de Lewis é requerido. Catalisadores ácidos de Lewis típicos incluem AlCl3, FeCl3, FeBr3, e ZnCl2. Estes trabalham por formar um complexo altamente eletrofílico o qual ataca o anel benzênico.

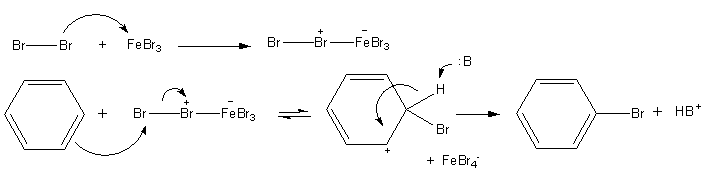
O mecanismo para a bromação do benzeno.